# Glittering Prize 81/92
Glittering Prize 81/92 är ett samlingsalbum av Simple Minds utgivet 1992. Det innehåller låtar från de album gruppen gav ut på Virgin Records åren 1981–1991. Albumet blev etta på brittiska albumlistan tre veckor i följd.

## Låtförteckning
1. Waterfront – från Sparkle in the Rain 1984
2. Don't You (Forget About Me) – från The Breakfast Club Soundtrack 1985
3. Alive and Kicking – 7" edit, från Once Upon a Time 1985
4. Sanctify Yourself – 7" edit, från Once Upon a Time 1985
5. Love Song – 7" edit, från Sons and Fascination 1981
6. Someone Somewhere in Summertime – från New Gold Dream (81-82-83-84) 1982
7. See the Lights – från Real Life 1991
8. Belfast Child – från Street Fighting Years 1989
9. The American – 7" edit, från Sister Feelings Call 1981
10. All the Things She Said – från Once Upon a Time 1985
11. Promised You a Miracle – 7" edit, från New Gold Dream 1982
12. Ghost Dancing – från Once Upon a Time 1985
13. Speed Your Love to Me – från Sparkle in the Rain 1984
14. Glittering Prize – 7" edit, från New Gold Dream 1982
15. Let There be Love – från Real Life 1991
16. Mandela Day – från Street Fighting Years 1989

Amerikansk utgåva
1. "Alive and Kicking" - 4:47
2. "See the Lights" - 4:24
3. "Don't You (Forget About Me)" - 4:21
4. "Promised You a Miracle" - 4:00
5. "Sanctify Yourself" - 3:57
6. "Belfast Child" - 6:41
7. "Stand by Love" (7" edit; från Real Life, 1991) - 4:07
8. "Up on the Catwalk" (7" edit; från Sparkle in the Rain, 1984) - 4:06
9. "Let There Be Love" - 4:43
10. "All the Things She Said" - 4:18
11. "Someone Somewhere in Summertime" - 4:37
12. "Waterfront" - 4:49

Australisk utgåva
1. "Waterfront" - 4:50
2. "Don't You (Forget About Me)" - 4:21
3. "Alive And Kicking" - 4:47
4. "Sanctify Yourself" - 3:57
5. "Love Song" - 3:51
6. "See The Lights" - 4:24
7. "Belfast Child" - 6:40
8. "Someone, Somewhere in Summertime" - 4:37
9. "The American" - 3:33
10. "All The Things She Said" - 4:18
11. "Promised You A Miracle" - 4:00
12. "Ghostdancing" - 4:45
13. "Glittering Prize" - 4:00
14. "Let There Be Love" - 4:44

## Listplaceringar
| Lista (1992)                 | Placering |
| ---------------------------- | --------- |
| Australian ARIA Albums Chart | 1         |
| UK Albums Chart              | 1         |